# Gilbert Collard
Gilbert Georges Jean Camille René Collard (Marsiglia, 3 febbraio 1948) è uno scrittore, avvocato e politico francese, conosciuto per aver partecipato a processi molto mediatici.

## Biografia
Nel 2011 è Presidente del comitato nazionale per la candidatura di Marine Le Pen alle presidenziali francesi del 2012.
Eletto deputato all'Assemblea Nazionale nella lista del Front National nel giugno 2012.
È segretario generale dal settembre 2012 del "Rassemblement Bleu Marine" (RBM), una coalizione e think-tank, "aperta ai patrioti francesi di tutti gli orizzonti politici" che sostengono Marine Le Pen, distinto però dal Fronte Nazionale. Ne fanno parte il "SIEL" di Paul-Marie Coûteaux, l'Entente républicaine (ER) di Jacques Peyrat, il Rassemblement républicain di Jean-Yves Narquin, e il sostegno del Parti de l'In-nocence di Renaud Camus.
Nel 2019 è eletto deputato europeo con il Rassemblement National.
Il 22 gennaio 2022, durante un evento della campagna di Éric Zemmour, Collard annuncia il proprio sostegno a quest'ultimo in vista delle elezioni presidenziali francesi del 2022 e la sua adesione al partito Reconquête, di cui viene nominato presidente onorario.

## Premi
- Chevalier des Arts et des Lettres[senza fonte]

## Pubblicazioni

### In italiano
- L'arte di esprimersi in pubblico, San Paolo edizioni, 2011

### In francese
- Le Psychiatre, le Juge et son fou (1981)
- En danger de justice (1983)
- Jobic, le prétexte (1989)
- La Prière des juifs (1991)
- Constance (1992)
- J'irais plaider sur vos tombes (1993)
- Le Désordre judiciaire (1994)
- Voltaire, l'affaire Calas et nous (1994)
- Un cimetière sous la lune (1996)
- Carpentras secrets d'État (1996)
- Grandes erreurs judiciaires du passé (1997)
- Vérités d'hier, erreurs d'aujourd'hui (1997)
- Familles en danger de justice (1997)
- Les Contes immoraux du rapport de la Cour des comptes (1998)
- L'Art de s'exprimer en toutes circonstances et les mots grossiers à utiliser (1999)
- Cent mille éclairs dans la nuit (1999)
- Peut-on rire de tout? (2000)
- Le Meilleur des perles de la Justice (2001)
- La Loi de 1901 racontée aux Français (2001)
- Affaires médicales, la vérité (2002)
- L'Affaire Aussaresses et la torture (2002)
- Sœur Emmanuelle la chiffonnière du ciel (2004)
- Vos gueules les mouettes (2004)
- L'Étrange Affaire Allègre (2005)
- J'ai rencontré la nièce de Jack l'éventreur (2006)
- Les États généraux de la justice (2007)
- Aimer une ville (chanson de Gérard Berliner) dvd de (2008)